# Patch (emblema)
Patch ou emblema consiste num pedaço de tecido de qualquer formato, mas normalmente retangular ou circular, com uma inscrição de um símbolo, slogan ou imagem que é preso ou costurado em  casacos, bolsas, camisas, calças e outras peças de vestuário.
Geralmente artesanal, o emblema é utilizado no Traje Académico onde são colocados na capa os com mais significado para o estudante de acordo com certas regras. São, de resto, utilizados na cultura alternativa como artigo de moda ou símbolo ideológico, ou como forma de identificação entre membros de gangues, em camisas de futebol, para identificar o árbitro da partida, bem como indicando o torneio a ser disputado pela equipe ou o atual campeão do mesmo. Também é bastante utilizado nas forças armadas, corporações policiais, bombeiros, paramédicos, grupos de escoteiros entre outros indicando o cargo específico ou a unidade especializada.
Os patches podem ser industrializados ou feitos artesanalmente a partir do corte de outras peças de roupa (em inglês patch significa "remendo" ou "retalho") e sua imagem produzida através de silk screen, bordado, corretor esferográfico ou caneta. Costumam ser utilizados por Punks.
Os motociclistas pertencentes aos vários Moto Clubes existem utilizam bordados com a identificação de seus Moto Clubes costurados nas costas de seus coletes, bem como mini-patches com identificações de nome, tipo sanguíneo e cidade, também são comuns estarem na parte frontal dos mesmos.
No caso dos moto clubes, é uma identificação dos membros da irmandade, tradição antiga e muito comum. Nos grandes encontros este costume facilita a comunicação.  Nas ruas também, já que cada membro de um moto clube, tem que zelar pela boa imagem do clube.
Há moto clubes, que tem a tradição de um mini brasão em forma de um '"patch"' bordado para os motociclistas novos, que são chamados de prósperos antes de entrarem definitivamente e serem batizados em seu clube. 
Além dos moto clubes, grupos de headbangers pelo mundo todo utilizam coletes com patches com o logro, lema ou símbolo das bandas que o dono do colete gosta mais de ouvir sendo que algumas bandas fabricam e vende como material promocional patches. 

## Exemplos
- Emblema da polícia de Berlim, Alemanha
- Emblema de árbitro da FIFA
- Emblema sendo colocado em uma cerimônia do Exército dos Estados Unidos
- Membros de Moto Clubes vestindo casacos com seus emblemas
- Membros de Moto Clubes vestindo casacos com seus emblemas
- Headbangers utilizando jaquetas com emblemas de bandas